# CCTV-17
CCTV-17(CCTV-17 农业农村, 중국어: 中国中央电视台农业农村频道)은 중국중앙텔레비전의 텔레비전 채널 중 하나이다.